# Шостаківка (селище)
Шостаківка — селище в Україні, у Соколівській сільській громаді Кропивницького району Кіровоградської області. Населення становить 562 осіб.

## Історія
12 червня 2020 року, відповідно з розпорядження Кабінету Міністрів України № 716-р «Про визначення адміністративних центрів та затвердження територій територіальних громад Кіровоградської області», селище увійшло до складу Соколівської сільської громади.
17 липня 2020 року, в результаті адміністративно-територіальної реформи та ліквідації колишнього Кропивницького району, селище увійшло до складу новоутвореного Кропивницького району.

## Населення
Згідно з переписом УРСР 1989 року чисельність наявного населення селища становила 584 особи, з яких 292 чоловіки та 292 жінки.
За переписом населення України 2001 року в селищі мешкало 558 осіб.

## Мова
Розподіл населення за рідною мовою за даними перепису 2001 року:
| Мова       | Відсоток |
| ---------- | -------- |
| українська | 98,04 %  |
| російська  | 1,60 %   |
| молдовська | 0,36 %   |